# Ira Gershwin
Ira Gershwin, noto anche con lo pseudonimo di Arthur Francis (nato Israel Gershovitz; New York, 6 dicembre 1896 – Beverly Hills, 17 agosto 1983), è stato un librettista e paroliere statunitense.

## Biografia
Era fratello maggiore, di due anni, del compositore George Gershwin, con il quale scrisse molte opere, alcune delle quali sono tra le più rappresentative della musica statunitense del XX secolo. Il culmine della loro creatività è l'opera lirica Porgy and Bess, per cui Ira scrisse i testi delle parti vocali mentre George compose la musica.
Continuò a comporre anche dopo la morte del fratello, insieme a compositori come Harold Arlen, Jerome Kern e Kurt Weill. Le canzoni dei fratelli Gershwin fanno parte del repertorio standard di grandi stelle della musica, tra cui: Billie Holiday, Billy Eckstine, Sarah Vaughan, Ella Fitzgerald, Frank Sinatra e Barbra Streisand.
Era anche il padrino della cantante Liza Minnelli.

## Singoli
- Lady Be Good
- Fascinating Rhythm
- Someone to Watch Over Me
- How Long Has This Been Going On
- I've Got a Crush on You
- Liza
- Embraceable You
- I Got Rhythm
- I Loves You, Porgy
- I Got Plenty o' Nuttin'
- Bess, You Is My Woman Now
- It Ain't Necessarily So
- They Can't Take That Away From Me
- A Foggy Day
- Let's Call the Whole Thing Off
- Our Love Is Here to Stay
- The Man I Love
- The Man that Got Away
- Summertime

## Opere principali
- Two Little Girls in Blue (1921), musica di Vincent Youmans
- George White's Scandals (1922), musica di George Gershwin
- Lady, Be Good! (1924), musica di George Gershwin
- Tip-Toes (1925), musica di George Gershwin
- Oh, Kay! (1926), musica di George Gershwin
- Funny Face (1927), musica di George Gershwin
- Strike Up The Band (1927/1930), musica di George Gershwin
- Treasure Girl (1928), musica di George Gershwin
- Rosalie (1928), musica di George Gershwin
- Show Girl (1929), musica di George Gershwin
- Girl Crazy (1930), musica di George Gershwin
- Sweet and Low (1930), musica di George Gershwin
- Of Thee I Sing (1931), musica di George Gershwin
- Pardon My English (1933), musica di George Gershwin
- Let 'Em Eat Cake (1933), musica di George Gershwin
- Life Begins at 8:40 (1934), musica di Harold Arlen
- Porgy and Bess (1935), musica di George Gershwin
- Lady in the Dark (1941), musica di Kurt Weill
- The Firebrand Of Florence (1945), musica di Kurt Weill
- Park_Avenue (1946), musica di Arthur Schwartz

## Premi
- 1931 - premio Pulitzer per la drammaturgia insieme a George S. Kaufman e Morrie Ryskind per il musical Of Thee I Sing.